# Ralf Kreuzer
Ralf Kreuzer (Visperterminen, 5 aprile 1983) è un ex sciatore alpino svizzero.

## Biografia
Kreuzer, nato a Visperterminen, disputò la sua prima gara FIS il 3 dicembre 1998 a Zermatt giungendo 91º in slalom gigante e debuttò in Coppa Europa il 25 gennaio 2002 a Sankt Moritz, piazzandosi 74º in discesa libera. In Coppa del Mondo esordì nella stagione 2005-2006 partecipando alla discesa libera di Bormio del 29 dicembre e piazzandosi al 46º posto; sulla stessa pista Stelvio e nella stessa specialità colse, esattamente quattro anni dopo, il suo miglior piazzamento nel massimo circuito internazionale classificandosi 18º.
Il 28 gennaio 2010 ottenne sulle nevi di Les Orres il suo primo podio in Coppa Europa, giungendo 3º nella discesa libera vinta dall'italiano Siegmar Klotz davanti allo svizzero Cornel Züger. Il 7 marzo 2010 a Lillehammer Kvitfjell disputò la sua ultima gara di Coppa del Mondo, un supergigante in cui si classificò 47º, e il 18 marzo 2011 a Formigal salì per la seconda e ultima volta sul podio in Coppa Europa, ancora con un 3º posto in discesa libera. Disputò la sua ultima gara in carriera, uno slalom gigante FIS, ad Andermatt il 10 aprile 2011; in carriera non prese parte né a rassegne olimpiche né iridate.

## Palmarès

### Coppa del Mondo
- Miglior piazzamento in classifica generale: 107º nel 2010

### Coppa Europa
- Miglior piazzamento in classifica generale: 21º nel 2006
- 2 podi:
  - 2 terzi posti

### Campionati svizzeri
- 2 medaglie[1]:
  - 1 argento (supergigante nel 2005)
  - 1 bronzo (supergigante nel 2006)